# Madonna szafkowa

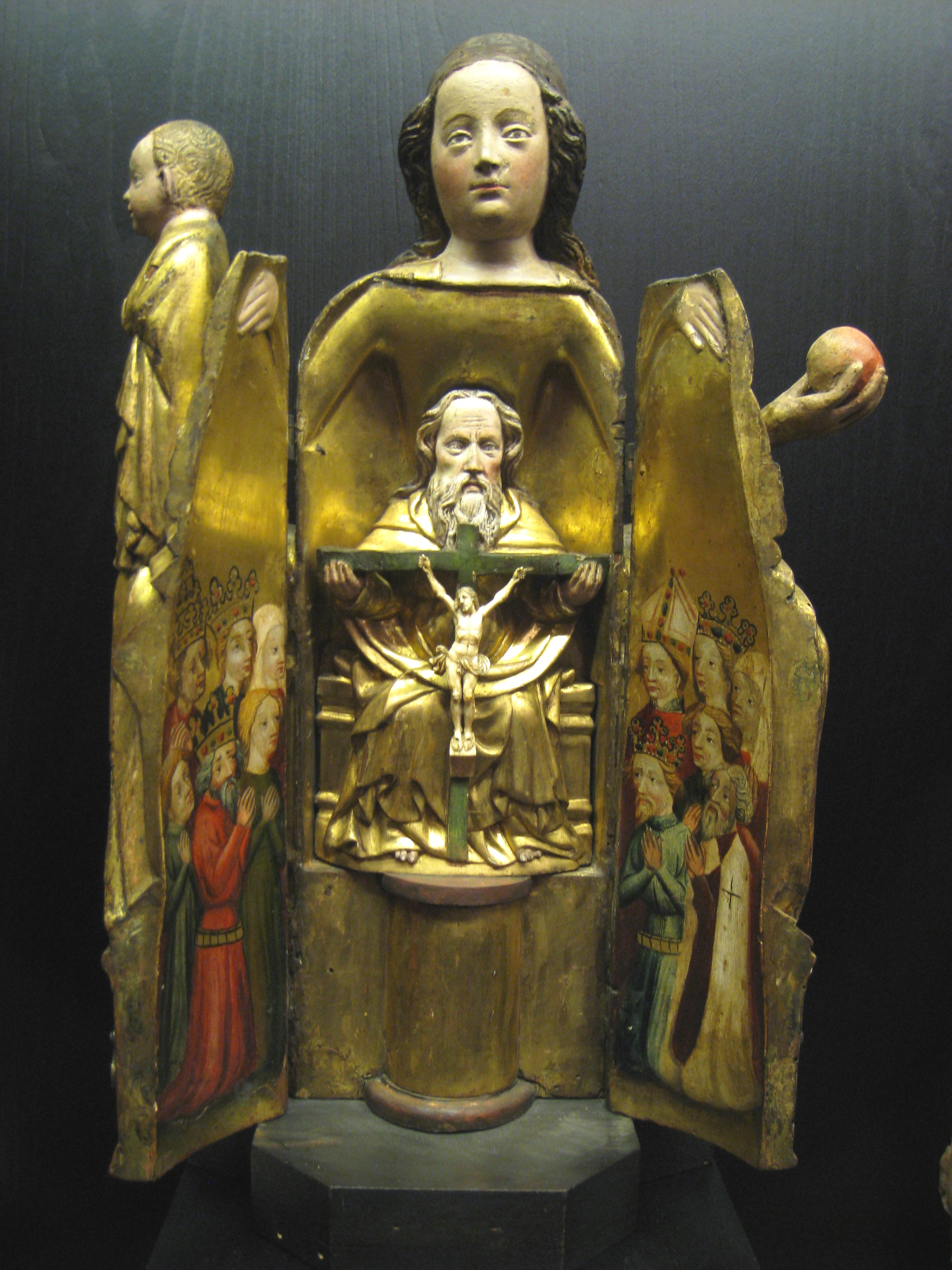
Madonna szafkowa ze zbiorów Musée de Cluny

Madonna szafkowa – typ ikonograficzny Marii występujący w XIV i XV wieku na terenie państwa zakonu krzyżackiego. Przedstawienie Madonny szafkowej jest przenośną formą ołtarzową podobna do tryptyku łączącego trzy typy ikonograficzne: tronującej Marii z Dzieciątkiem, po otwarciu płaszcza Trójcy Świętej (tzw. Tron Łaski) na korpusie rzeźby, a na skrzydłach (wewnętrzna strona płaszcza) postaci wiernych chronionych pod opiekuńczym płaszczem Marii (motyw ikonograficzny tzw. Mater Misericordiae).
Genezę upatruje się we wzmożonym kulcie maryjnym, który swoje początki bierze od nauk Bernarda z Clairvaux, a swoje apogeum przeżywa w sztuce XIV-wiecznej. Madonny szafkowe były owocem inspiracji wywodzących się z prądów religijnych XIV i XV wieku opartych głównie na mistyce. Przedstawienie figury Matki Bożej było zawarte w wizji błogosławionej Doroty z Mątowów Wielkich, która żyła w latach 1357-1394. Wizje błogosławionej Doroty spisywał jej spowiednik Jan z Kwidzyna (Johannes Marienwerder). Przykładem występowania tego typu Madonn na terenie Polski są Madonna szafkowa z Klonówki, znajdująca się w Muzeum Diecezjalnym w Pelplinie, Madonna z Lubiszewa, Madonna z Sejn oraz Madonna z Elbląga, która w formie otwartej ukazuje klęczącego mistrza zakonu krzyżackiego, Konrada von Jungingena.
Ponadto figura Madonny szafkowej występuje w zbiorach muzealnych Muzeum Cluny w Paryżu i w Muzeum Germańskim w Norymberdze. 